# Pierre Koralnik
Pierre Koralnik   (París, 25 de desembre de 1937) és un director i guionista suís.

## Biografia
Pierre Koralnik va fer cursos a l'Institut des hautes études cinématographiques (IDHEC). Després d'haver estat ajudant de Robert Enrico, va començar a Télévision suisse romande pel programa Continent sans visa i també va col·laborar a la revista de l'antiga ORTF, Cinq colonnes à la une. Per a aquest canal, després va dirigir la comèdia musical Anna. A partir d'aleshores, va fer nombroses pel·lícules de televisió i retrats com James Baldwin i Francis Bacon. El 1982, va rebre el premi Boris Oumanski.

## Filmografia
- 1960 : Denis de Rougemont, fragments d'une biographie
- 1962 : James Baldwin, un étranger dans le village (documental, RTS Radio Télévision Suisse)[2]
- 1967 : Anna (telefilm)
- 1969 : Salomé (telefilm)
- 1970 : Peggy Guggenheim, mémoire d'une collectionneuse
- 1970 : Cannabis
- 1970 : Ich bin Vicky Leandros (telefilm)
- 1973 : La Sainte Famille
- 1974 : La Reine de Saba (telefilm)
- 1977 : Moi, exilée (telefilm)
- 1977 : Francis Bacon[3]
- 1978 : Rumeur (telefilm)
- 1983 : La Passion d'Aldolf Wölfli, une biographie de rêve
- 1984 : Le Rapt (telefilm)
- 1985 : Enquête sur une parole donnée : La lettre perdue (telefilm)
- 1987 : Le Prince barbare (Ekitos - Prinz der Barbaren)
- 1990 : Quartier nègre (telefilm)
- 1991 : Les Démoniaques (telefilm)
- 1991 : Visages suisses (pel·lícula oficial del 700è aniversari de la Confederació)
- 1993 : Retour au bercail, episodi de la sèrie de televisió Nestor Burma
- 1994 : Andrée Putman, vision de rêve
- 1994 : Louise Nevelson, My Life as a Collage
- 1997 : Maigret et l'improbable Mr. Owen, episodi de la sèrie de televisió Maigret